# АНТ-9
АНТ-9, ПС - 9 "Крылья Советов"  — радянський ближньомагістральний тридвигуновий літак, один з перших багатоцільових пасажирських літаків розроблених в СРСР, створений в кінці 1920-х років. 

## Історія створення
Робота над магістральним пасажирським літаком на 9 місць АНТ-9(ПС-9) почалась ще в 1927 році, коли спілка "Добролет" разом з Управління ВПС випустило технічні вимоги до літака такого класу: 
- Швидкість не менше 190-195 км/год
- Практична стеля 4000-4500 м
- Корисне навантаження 750 кг
- Екіпаж 3 людини.

Літак мав бути в першу чергу пасажирським, але у випадку необхідності міг бути використаний для військових цілей як транспортний літак. Також розглядався варіант встановлення на літак бомбового обладнання[джерело?].

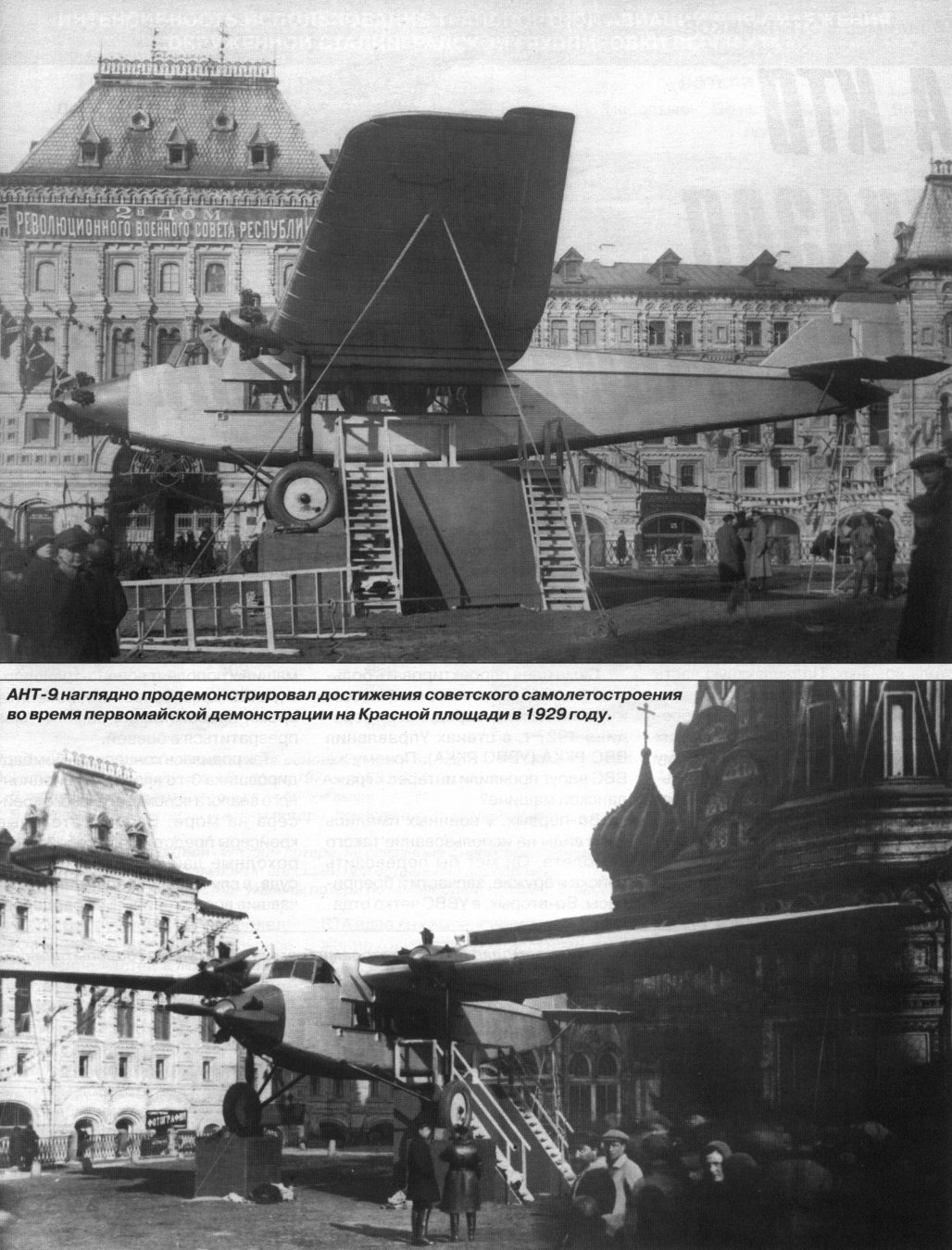
АНТ-9 на Червоній Площі 1 травня 1929 року.

Ант - 9 був виконаний по схемі вільнонесучого високоплана з цільнометалевою конструкцією планера, шасі не прибиралось, планер був схожий на перші військові літаки сімейства АНТ з гофрованою обшивкою. На дослідному АНТ-9 використовувалися готові відокремлені частини крила з оперенням багатоцільового військового літака АНТ-7. Силова установка дослідного літака складалась з трьох французьких двигунів повітряного охолодження Гном-Рон "Титан" потужністю 230 к.с.. Два двигуна встановлювались як і зазвичай на центроплані крила і один в носовій частині фюзеляжу. При цьому підвищувалась безпека польоту, але подальший досвід експлуатації показав, що ускладнювалося технічне обслуговування, збільшився час для підготування до вильоту і в результаті збільшилась вартість 1 години польоту, що дуже суттєво для пасажирської авіації.
Компонування фюзеляжу АНТ-9 мало багато спільного з літаком К-5: одразу за двигунами у фюзеляжі розміщувалась закрита двомісна кабіна екіпажа з подвійним управлінням, пасажирська кабіна, туалет, гардероб та багажне відділення. На дослідному літаку в пасажирській кабіна встановлювалось 9 крісел з плетеного комиша, які були замінені на крісла з силовим каркасом з кольчугалюмінію. Повздовжній балансування літака АНТ-9 при різному комерційному навантаженні забезпечувалась керованим в польоті стабілізатором з діапазоном змінення кута його встановлення від 6° до 0,5°.
До 1 травня 1929 року літак був повністю готовий. Він був виставлений на Червону площу.
В травні-червні 1929 року, літак проходив державні випробування. Зі злітною масою 5044 кг та з корисною масою 1700 кг, він показав максимальну швидкість 209 км/год. Висоту 1000 м він набрав за 6,5 хвилин, його практична стеля склала 3810 м, а технічна дальність польоту з пасажирами на борту приблизно 1000 км. Розбіг літака складав 275—290 метрів, а пробіг 150-160 метрів. 
12 червня 1929 року, екіпаж випробувачів під керівництвом М.М.Громова здійснив політ Москва — Одеса — Севастополь — Київ — Москва протяжністю 4000 км. 
Також літак приймав активну участь у Великій Вітчизняній війні.

## Конструкція
Крило взяте від літака АНТ-7(Р-6), складалося з центроплану та окремих частин. Повздовжній силовий набір складався з чотирьох лонжеронів ферментної конструкції з кольчугалюмінію. Поперечний силовий набір —нерв'юри фермової конструкції з трубчастими розкосами з'єднаних між собою розчалками. Центроплан виготовлявся окремо від фюзеляжу та кріпився до верхнього лонжерона чотирма болтами.  
Фюзеляж — мав близьку до прямокутника форму. Обшивка з листового гофрованого кольчугалюмінію. Фюзеляж складався з кабіни екіпажу( в ній знаходилось 2 пілота та бортмеханік) , пасажирського салону на 9 місць, гардеробу, туалету та двох багажних відділень. Шпангоути в пасажирській частині рамні, в хвостовій часті - розкіс з труб. Крісла встановлювалися в два ряди з проходом по середині салону.   
Хвостове оперення — було виконане на базі одного з літаків АНТ-7, з невеликими змінами. Конструктивно аналогічне до крила. Стабілізатор переставний в польоті —± 5 градусів.    
Шасі — пірамідальне з гумовою пластинчастою амортизацією. Кожна піраміда складалась з піввісі, розкосі та вертикальної стійки. Шасі виготовлялися повністю з іноземною хромнікелевої сталі. Колеса спицеві, розміром 1110×250 мм.     
Силова установка на прототипі АНТ-9 встановлювали три двигуни Titan потужністю по 230 к.с. (Фірма Gnome Rhone). На серійних АНТ-9 – три двигуни М-26 потужністю по 300 к.с. На серійних АНТ-9 – два двигуни М-17Б по 500 к.с. Двигуни кріпилися до моторів, зварених із труб; для гасіння вібрації використовувалися гумові демпфери. У крилах було розміщено бензинові баки. Гвинти дволопатеві дерев'яні фіксованого кроку.     

## Технічні характеристики
Технічні характеристики:
- Екіпаж: 2 особи.
- Пасажиромісткість: 9 осіб
- Вантажопідйомність: 1700 кг
- Довжина: 17,01 м
- Розмах крила: 27,31 м
- Висота: 4,86 м
- Площа крила: 84,00 м²
- Маса порожнього: 3650 кг
- Максимальна злітна вага: 5043 кг

Силова установка:
- 3 × ПД Gnome-Rhone Titan
- Потужність двигунів: 3×230 л. с.

Льотні характеристики:
- Максимальна швидкість: 209 км/год
- Крейсерська швидкість: 186 км/год
- Практична дальність: 1000 км
- Практична стеля: 3810 м

## Інциденти
2 липня 1931 року літак зіткнувся з деревами поблизу залізничної станції Алабіно в умовах туману. Загинули всі 8 людей на борту.
10 травня 1932 року АНТ-9 з бортовим номером Л128 проводив випробування на планування з гвинтом Д-265. У польоті почало текти мастило з правого двигуна через що він був відключений екіпажем. Через певний час літак зіткнувся з деревами біля Жовтневого поля та зруйнувався. На борту знаходилося 2 члени екіпажу та 9 пасажирів. Загинули 4 особи: 1 член екіпажу та 3 пасажири.
18 серпня 1933 року АНТ-9 з бортовим номером Л150 зіткнувся в повітрі з У-2 з бортовим номером С227 над аеропортом Казані. АНТ-9 зіткнувся з хвостовим оперенням У-2. У-2, мав на борту 2 людини, втративши хвіст почав падати та зіштовхнувся з землею майже вертикально. АНТ-9 з 11 людьми на борту здійснив аварійну посадку.
27 липня 1934 року літак з бортовим номером Л130 при посадці зіткнувся з землею поблизу аеропорту Балхаш. Під час заходу на посадку екіпаж здійснив серйозні порушення, та знехтував бічним вітром, через що, під час розвороту, літак втратив швидкість і зіштовхнувся із землею. На борту знаходилося 2 члени екіпажу та 8 пасажирів, загинули всі 10 людей.
27 липня 1936 літак з бортовим номером Л192 розбився при посадці на аеропорт Куляб. Літак при посадці несподівано різко злетів на 30 і, втративши швидкість, зіткнувся із землею та загорівся. На борту знаходилося 2 члени екіпажу та 4 пасажири, загинули всі 6 людей.
6 листопада 1936 літак з бортовим номером URSS-D311 авіакомпанії «Дерулюфт» розбився біля села Немирово (Рузький район). У польоті зіткнувся з деревами, перекинувся і спалахнув. На борту було 2 члени екіпажу і 7 пасажирів, загинули всі 9 людей.
10 лютого 1937 року літак з бортовим номером Л167 розбився поблизу села Нижній Наур (Надтерковий район). У польоті після виходу з туману почали відмовляти прилади. Екіпаж спостерігав за приладами та відволікся, через що літак зіткнувся з вершиною. На борту знаходилося 2 члени екіпажу, загинула 1 людина.
27 червня 1937 літак з бортовим номером Л176 зіткнувся з літаком П-5Л з бортовим номером І93 над аеропортом Запоріжжя. П-5Л, проходячи трасу з незрозумілої причини, повернув назад на аеропорт, АНТ-6 же збирався злітати. Екіпажі, ігноруючи заборони, зіткнулися на ВПП та спалахнули. На борту АНТ-9 перебували 2 члени екіпажу та 9 пасажирів, загинули 9 осіб: обидва члени екіпажу та 7 пасажирів. На борту П-5Л знаходилися 2 члени екіпажу та 2 пасажири, загинули 2 особи: член екіпажу та пасажир.

## "Крила Рад"
10 липня 1929 року літак, який одержав найменування «Крила Рад», вирушив у європейське турне. Транс'європейський переліт АНТ-9 проводився за спеціальною ухвалою Уряду СРСР з метою демонстрації досягнень радянського авіабудування. Пілотувати «Крила Рад» було довірено М. Громову, стежив за технічним станом літака у рейсі бортмеханік Русаков. Начальником експедиції був У. А. Зарзар.На борту були провідний авіаконструктор туполівського КБ А. Архангельський, як технічний керівник перельоту, і група журналістів, у тому числі Михайло Кольцов та Олексій Гаррі, художник-карикатурист Борис Єфімов. Маршрут літака був таким: Москва – Травемюнде – Берлін – Париж – Рим – Марсель – Лондон – Париж – Берлін – Варшава – Москва. М. М. Громов пролетів 9037 км за 53 льотні години та із середньою швидкістю 170,5 км/год.